# Olibia II de Carcassonne
 (septembre 2014).
Si vous disposez d'ouvrages ou d'articles de référence ou si vous connaissez des sites web de qualité traitant du thème abordé ici, merci de compléter l'article en donnant les références utiles à sa vérifiabilité et en les liant à la section « Notes et références ».
Olibia II ou Oliba II de Carcassonne (800[réf. nécessaire] - 879) est comte de Carcassonne et de Razès de 837 à 879, il est le fils de Olibia Ier de Carcassonne et de Richilde.
Il épouse Ava, ils eurent pour enfants :
- Bencio de Carcassonne, comte de Carcassonne et Razès de 906 à 908 ;
- Acfred de Carcassonne, comte de Carcassonne et Razès de 908 à 933 ;
- Ava de Carcassonne, mariée à Miron II de Cerdagne fils de Guifred le Velu.

Il préside en 873, en compagnie de son frère Acfred et de ses "cousins" Guifré le Velu comte de Barcelone et Miron Ier le Vieux comte de Cerdagne à la consécration de l'église de Formiguères en Capcir alors dans le comté de Razès. En 874 il fait une donation à l'abbaye de Saint-Martin-Lys en comté de Razès de biens situés à Axat. Il perd peut-être la vicomté de Fenouillèdes et le Peyrapertusès en 874 au profit de son cousin Miron le Vieux, comte de Cerdagne. En 879 son frère Acfred Ier lui succède à Carcassonne et en Razès.